# Gavin Glinton
Gavin Glinton (ur. 1 marca 1979) – piłkarz z Turks i Caicos występujący na pozycji napastnika. Brat innego piłkarza, Duane Glintona.

## Kariera klubowa
Glinton urodził się na wyspach Turks i Caicos, ale dorastał w Stanach Zjednoczonych, w Brentwood. Karierę rozpoczynał w 1998 roku w drużynie Bradley Braves z uczelni Bradley University. W 2001 roku trafił do rezerw Chicago Fire, a w 2002 roku został graczem klubu Los Angeles Galaxy z MLS. Zadebiutował tam 23 marca 2002 roku w wygranym 2:1 pojedynku z DC United. 4 maja 2002 roku w wygranym 2:1 spotkaniu z Kansas City Wizards strzelił pierwszego gola w MLS. W tym samym roku zdobył z zespołem MLS Cup.
W trakcie sezonu 2003 Glinton odszedł do innego zespołu MLS, Dallas Burn. Grał tam do końca tamtego sezonu. Następnie przerwał karierę i przyjął posadę asystenta menedżera Bradley Braves. W 2006 roku wznowił karierę i został graczem klubu Charleston Battery z USL First Division. Jednak jeszcze w tym samym roku ponownie przeszedł do Los Angeles Galaxy.
W 2008 roku Glinton odszedł do San Jose Earthquakes, także grającego w MLS. Pierwszy ligowy mecz zaliczył tam 4 kwietnia 2008 roku przeciwko Los Angeles Galaxy (0:2). W San Jose spędził sezon 2008. Przez cały następny występował w zespole Carolina RailHawks z USL First Division. W 2010 roku wyjechał do Wietnamu, by grać w tamtejszym Nam Định FC. Po sezonie 2010 odszedł z tego klubu.

## Kariera reprezentacyjna
W reprezentacji Turks i Caicos Glinton zadebiutował w 2004 roku.